# Skyreach (Warschau)

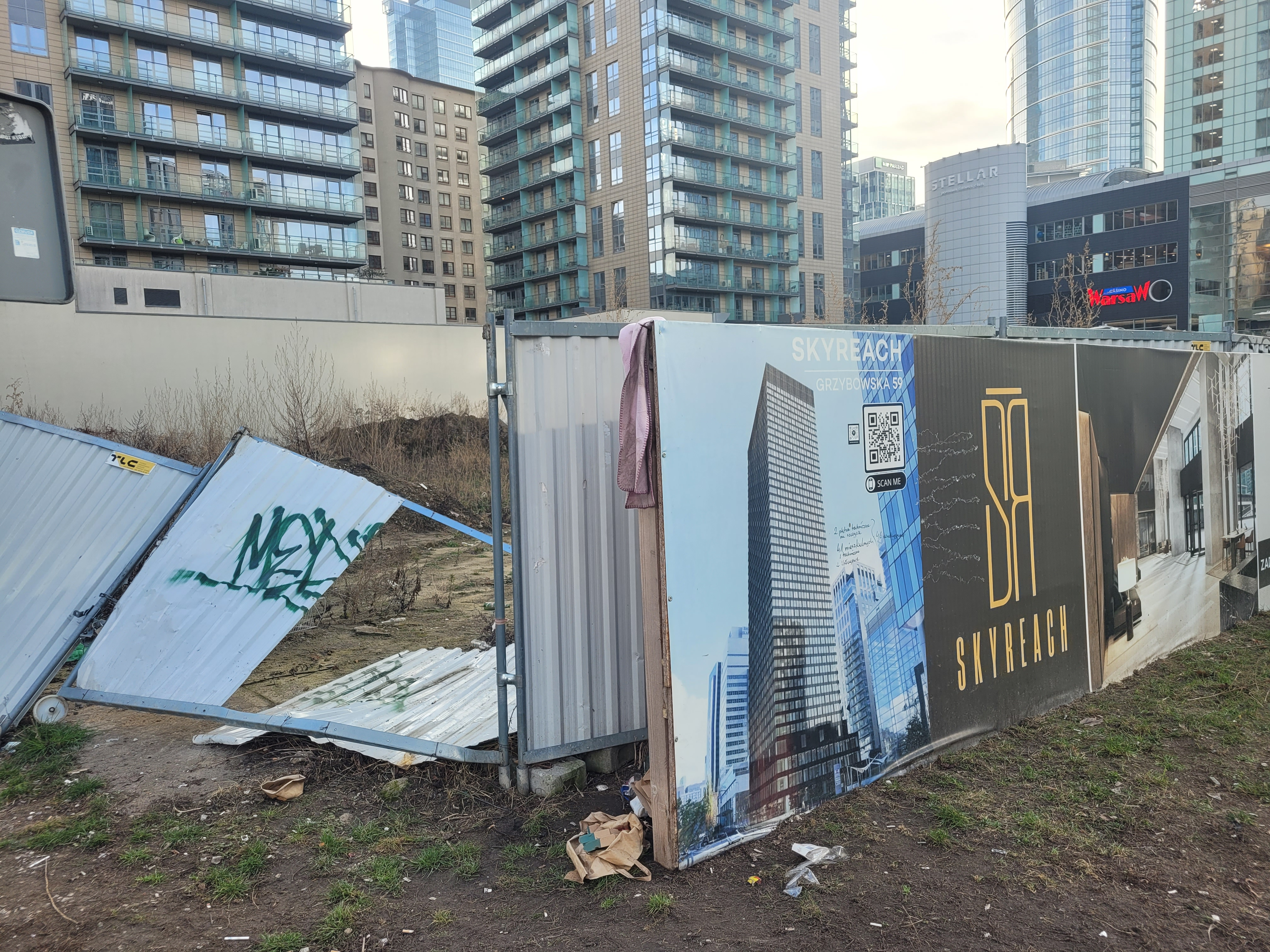
Bauplatz im Januar 2025

Skyreach ist ein Hochhaus-Bauprojekt im Warschauer Stadtbezirk Wola. Geplant ist die Errichtung eines 174 Meter hohen Apartmentgebäudes mit 900 Wohnungen an der Ulica Grzybowska 59. Der Baubeginn war für März 2024 angekündigt worden, ist jedoch bislang (Stand Januar 2025) nicht erfolgt.

## Lage
Der Standort liegt an der Grzybowska-Straße und der Wronia-Seitenstraße. Auf dem viergeteilten Straßenblock stehen bereits zwei 22-geschossige Platinum-Tower-Gebäude und der Hilton-Hotel-Gebäudekomplex. Auf der gleichen Straßenseite befindet sich 60 Meter entfernt der ehemalige, 1993 errichtete Pekao-Tower. Gegenüber liegen an der Grzybowska Bürogebäude des Browary-Ensembles. Skyreach wird die Fassade dieses Straßenblocks schließen.

## Geschichte
Ursprünglich gehörte das Gesamtareal dem israelischen Bauträger Atlas Estates, der hier neben dem Hilton-Hotel und den beiden 85 Meter hohen Platinum-Towers-Hochhäusern einen noch deutlich höheren Büroturm errichten wollte. Dieses Gebäude erhielt den Arbeitsnamen HPO und war mit einer Höhe von 167 Metern projektiert. Der von Yossi Sivan (MYS Architects) gestaltete Entwurf des sich im oberen Teil auseinanderspaltenden Turmes sah eine Bürofläche von 39.000 Quadratmetern und einen 1.500 Quadratmeter großen Einzelhandelsbereich vor. Der Plan wurde nicht realisiert, angeblich befürchtete der Entwickler negative Auswirkungen durch das in unmittelbarer Nachbarschaft geplante und auch realisierte Ghelamco-Bauprojekt Warsaw Spire.
Ein in Folge erstmals geplanter Wohnturm mit 900 Wohnungen und luxuriösen Penthäusern in den obersten Etagen konnte aufgrund finanzieller Probleme des Bauträgers nicht verwirklicht werden. Trotz zahlreicher Medienankündigungen wurde die Investition nicht umgesetzt.
Nachdem das Grundstück mehrere Jahre brach gelegen war, wurde es in den Jahren 2018 und 2019 mit dem Projekt zunächst an Golub GetHouse verkauft und von diesem Unternehmen an die LRC sowie die ebenfalls israelische Atrium European Real Estate – die später in G City Europe umfirmierte. Der Kaufpreis (per Quadratmeter) wurde als der bis dahin höchste je in Warschau erzielte für ein Baugrundstück eingeschätzt; er betrug 54.014 Złoty (ca. EUR 12.362)/Quadratmeter und damit 147 Millionen Złoty für das rund 2700 Quadratmeter große Grundstück. Der Bau des Wolkenkratzers sollte nach Angaben des Investors am 12. März 2024 mit dem Aushub für Schlitzwände beginnen. Außer dem Errichten eines Bauzaunes und dem Ausbaggern erster Gräben geschah jedoch zunächst nichts (Stand Februar 2025).

## Architektur und Ausstattung
Das Projekt von Skyreach wurde vom Architektenbüro Kuryłowicz & Associates entwickelt. Nach Angaben von Bauherr und Architekten soll das neue Gebäude ein Symbol für Modernität und Luxus zugleich sein. Das Hochhaus wird über 48 oberirdische Stockwerke verfügen. Auf den knapp 70.000 Quadratmetern Nutzfläche werden vor allem rund 900 Mietwohnungen entstehen, die sich ab der fünften Etage aufwärts befinden. Diese Wohnungen werden unterschiedliche Größen (ab 34 Quadratmetern) und Ausstattungsniveaus haben; die letzten beiden Etagen des Gebäudes werden für die Anlage zweigeschossiger Penthäuser genutzt. Für die Wohnetagen werden zwei Aufzüge zur Verfügung stehen. Der hochhaustypische Verzicht auf Balkone und zu öffnende Fenster soll durch das Angebot von Fitness- und Spa-Räumen kompensiert werden. Die auf den unteren Etagen gestaltete Gewerbefläche wird 26.000 Quadratmeter umfassen.
Im Erdgeschoss des Gebäudes soll neben der Eingangshalle eine Einkaufs- und Servicepassage entstehen, die mit einer entsprechenden Passage in den Platinum Towers-Gebäuden verbunden sein wird. Der Hauptzugang zur Eingangshalle wird von der Grzybowska-Straße erfolgen. Auf der Ostseite gibt es eine Zufahrt für Autos und Taxis. In den unteren, oberirdischen Etagen werden auf Service- und Büroflächen Dienstleistungen wie 24-Stunden-Rezeption, Restaurants, Fitnesscenter mit Squashplatz und Yoga-Studio, Bar, Konferenzräume, Coworking-Spaces, Schönheitssalon u. ä. angeboten werden. In den Untergeschossen wird sich eine Garage befinden.
Die Form des Gebäudes wird einfach gestaltet sein – rechteckig mit einheitlichen und vollständig verglasten Fassaden. Das Erdgeschoss soll von Süden an Bestandsgebäude angrenzen; von dieser Seite werden die untersten Geschosse vergrößert sein, so dass eine terrassierte Anordnung entsteht. Über das Erdgeschoss soll ein überdachter Arkadengang führen. Die Fassade wird aus einer vollständig verglasten Wand mit vertikalen Elementen, die sich zur Belüftung der Wohnungen öffnen lassen, bestehen. Diese Öffnungen werden so angeordnet sein, das sie sich in jeder zweiten Etage in gleicher Lage befinden, und so einen Flechteffekt an der Fassade erzielen werden. Deckenleisten und sonstige Holzapplikationen in den Fluren und Gemeinschaftsräumen sollen in einem dunklen Graphitton gehalten werden.